# 메이플스토리 월드
메이플스토리 월드(MapleStory Worlds)는 2022년 9월 1일부터 대한민국에서 서비스 중인 메이플스토리 IP 리소스를 활용해 유저가 직접 콘텐츠를 제작할 수 있고, 다른 사용자가 만든 콘텐츠를 즐길 수 있는 온라인 게임 플랫폼 및 게임 제작 시스템이다. 아바타 상품이나 월드 상품 등 컨텐츠를 제작하여 판매한 유저는 크리에이터 출금 프로그램을 통해 수익을 공유 받을 수 있다.
메이플스토리 월드를 무료로 플레이할 수 있고, 자체 화폐 '월드코인'을 통해 게임 내 아바타 상품이나 월드 상품을 구매할 수 있다. 크로스플랫폼을 지원하여 윈도우, AOS, iOS 환경에서 콘텐츠 창작과 플레이를 할 수 있다.
프로모드에서는 Lua스크립트를 사용하여 프로그래밍하고, 꾸미기 모드에서는 드래그 앤 드롭 방식으로 개발할 수 있다. 시스템에서 기본적으로 제공하는 메이플스토리 에센 뿐만이 아닌 사용자가 가지고 있는 에셋을 게임 낸 리소스로 사용할 수 있다.
'항아리 게임'으로 잘 알려진 Getting Over It with Bennett Foddy와의 협업으로 메이플스토리 월드 내에서 무료로 플레이할 수 있다. 원작 맵과 더불어 메이플스토리 월드 오리지널 맵이 추가 되어있다.
2022년 10월부터 서울시 강남구와 초등학생 대상으로 메이플스토리 월드 활용 시범 교육을 진행했고, 2023년 중 강남구 관내 전체 초등학교와 강남미래교육센터에 '메이플스토리'의 캐릭터를 활용한 온라인 교육 프로그램을 진행할 예정이다.
GS 리테일과의 제휴로 '우리동네 GS' 오픈했다. '디지털 새싹 온오프라인 페스티벌'에서 학생들이 제작한 게임을 함께 실행하고 퀴즈쇼를 가졌다.

## 출시 전 정보
메이플스토리 월드는 2021년 넥슨 쇼케이스에서 공개한 신작이며, 메이플스토리 IP를 사용해 유저가 다양한 모드를 직접 만들 수 있는 플랫폼 소프트웨어이다.
2022년 8월 12일(한국시간) Project MOD(가칭)에서 메이플스토리 월드(MapleStory Worlds)로 정식 명칭을 공개하였다.
오픈 전부터도 다양한 행사들을 진행했으며, 사전에 다양한 월드들이 제작되고 있는 모습이다.
- 메이플스토리 월드 쇼츠 영상
- 골드메탈 X PROJECT MOD
- CI 2021

Lua스크립트를 사용하여 코딩하는 모습이 보인다. 유튜브 채널에 올라온 영상으로 볼 때, PC/모바일 모두 콘텐츠 창작이 가능한 것으로 보이며, 플레이도 가능한 것으로 보인다.(링크)
2021년 9월 29일 새로운 티저 영상이 공개되었다. 시스템에서 기본적으로 제공하는 메이플스토리 에센 뿐만이 아닌 이미지 에셋을 로컬에서 따로 불러올 수 있도록 설계된 것으로 보인다.

## 연혁
2022년 8월 12일(한국시간) Project MOD(가칭)에서 메이플스토리 월드(MapleStory Worlds)로 정식 명칭을 공개하였다.
2022년 9월 1일 한국에서 시범 서비스를 런칭했다. 추후 글로벌 전역으로 서비스 대상 지역을 확대해 정식 출시 계획이다.

## 월드 목록
- 항아리게임 리턴즈
- 광부 시뮬레이터
- 성지키기 온라인
- 메이플 용사단 키우기
- 아르테일
- MSW: 배틀 아레나
- 메이플랜드

## 같이 보기
- 메이플스토리